# Шарль Люксембургский
Принц Шарль Люксембургский (фр. и люкс. Charles Jean Philippe Joseph Marie Guillaume; 10 мая 2020, Люксембург, Люксембург) — принц Люксембурга, старший сын наследного великого герцога Гийома и его супруги Стефании де Ланнуа. Внук великого герцога Анри и великой герцогини Марии Терезы.
Второй в списке наследования трона Люксембурга.

## Биография
Шарль — первый ребёнок в семье наследного великого герцога Гийома и его супруги Стефании де Ланнуа. Родился 10 мая 2020 года в Люксембурге, в роддоме великой герцогини Шарлотты. С рождения стал вторым в линии наследования люксембургского престола после своего отца. В связи с пандемией COVID-19 он был представлен своим дедушке и бабушке великому герцогу Анри и великой герцогине Марии Терезе по видеосвязи.
Его крестные родители — его тетя по материнской линии, графиня Гаэль де Ланнуа, и его дядя по отцовской линии, принц Людовик Люксембургский.
Церемония крещения состоялась 19 сентября 2020 года в церкви бенедиктинского аббатства Клерво в Люксембурге.

## Титулы
- c 10 мая 2020 года: Его королевское высочество принц Шарль, принц Люксембурга, принц Нассау и Бурбон-Пармский.

## Награды
- Орден Адольфа Нассау (10 мая 2020)